# 陳一華
陳一華（英語：Chan Yut-wah，1954年—）香港宗教界人士，牧師，曾任香港警察隊基督教以諾團契團牧、深水埗區院牧事工委員會院牧，曾參與2012年香港立法會選舉。

## 簡介
- 1984年5月 開拓全港首間非基督教醫院院牧事工
- 1990年9月 獲聘為「院牧事工」聯會首任總幹事
- 1991年 榮獲「十大傑出青年」
- 1999年 獲美國改革宗神學院「教牧學博士」
- 2012年 擔任「癌症關懷事工聯會」創會顧問
- 2013年 擔任「新界西院牧事工」顧問院牧
- 2014年 擔任「院牧事工聯會」主席 (推動全港醫院全人醫治使命，讓病人獲身心社靈整全康復)
- 2021年 榮獲「衛道神學研究院」頒發榮譽文學博士

## 外部連結
- UpPotential - 陳一華牧師 （页面存档备份，存于）